# Koncentrační tábor Fürstengrube
Koncentrační tábor Fürstengrube (německy Konzentrationslager Fürstengrube, zkráceně KZ Fürstengrube, někdy také označovaný Lager Ostland) byl jeden z větších pobočných táborů KT Auschwitz. Nacházel se v obci Fürstengrube (dnes polská obec Wesoła), 5 km jihozápadně od Mysłowic v Horním Slezsku, jehož je dnes Wesoła součástí.

## Historie
Tábor byl zřízen v září 1943 jako pracovní tábor pro těžbu uhlí Fürstengrube. Vedením tábora od září 1943 do března 1944 byl pověřen SS-Hauptscharführer Otto Moll a po něm, až do evakuace tábora 19. ledna 1945, Max Schmidt.
19. ledna 1945 byl tábor kvůli blížícím se jednotkám Rudé armády vyklizen. Pod velením SS-Oberscharführera Maxe Schmidta bylo tehdejších 1283 zajatců vysláno na pochod smrti, který byl zahájen přímo ve Fürstengrube střelbou do vězňů a následně pokračoval do obce Ahrensbök ve Šlesvicku-Holštýnsku, domoviny velitele tábora. Přeživších 400 zajatců bylo převezeno na loď Cap Arcona, která byla 3. května 1945 v Lübeckém zálivu potopena náletem Spojenců.
Mezi známé osobnosti v táboře patřili český židovský klavírista Gideon Klein či herec Gustav Schorsch. Oba zemřeli při vyklízení tábora v lednu 1945.
Spisovatel Sam Pivnik ve svých vzpomínkách detailně popisuje běžný den v táboře Fürstengrube, pochod smrti i zničení lodi Cap Arcona.